# Хулинь
Хули́нь (кит. упр. 虎林, пиньинь Hǔlín) — городской уезд городского округа Цзиси провинции Хэйлунцзян (КНР). Название городского уезда происходит от протекающей здесь реки Цихулиньхэ.

## История
Когда в начале XX века в Маньчжурии были установлены структуры гражданского управления, то в 1909 году здесь был образован Намаский комиссариат (呢吗厅), в 1910 году переименованный в Хулиньский комиссариат (虎林厅).
После Синьхайской революции в Китае была изменена система управления, и в 1913 году Хулиньский комиссариат был преобразован в уезд Хулинь (虎林县) провинции Гирин.
В 1931 году Маньчжурия была оккупирована японскими войсками, а в 1932 году было образовано марионеточное государство Маньчжоу-го. 1 декабря 1934 года в Маньчжоу-го была создана провинция Биньцзян, в состав которой вошёл и уезд Хулинь. 1 июля 1937 года в Маньчжоу-го было проведено новое изменение административно-территориального деления, и уезд Хулинь оказался в составе новой провинции Муданьцзян. 1 октября 1943 года по инициативе Квантунской армии восточные провинции Маньчжоу-го были объединены в одну провинцию Объединённая Восточная Маньчжурия.
В 1945 году Маньчжурия была освобождена Советской армией. После войны правительство Китайской республики приняло программу нового административного деления Северо-Востока. 21 ноября 1945 года была образована провинция Хэцзян, и уезд Хулинь попал в её состав. 15 апреля 1946 года была создана новая провинция Суйнин, и уезд Хулинь перешёл под её юрисдикцию. В октябре 1946 года провинция Суйнин была преобразована в Специальный район Муданьцзян. Специальный район Муданьцзян был в 1947 году преобразован в провинцию Муданьцзян, однако вскоре провинция Муданьцзян была расформирована, а её территория поделена между провинциями Хэцзян и Сунцзян, и уезд Хулинь вновь оказался в составе провинции Хэцзян. В мае 1949 года провинция Хэцзян была присоединена к провинции Сунцзян. В 1954 году провинция Сунцзян была присоединена к провинции Хэйлунцзян.
В 1956 году уезд Хулинь вошёл в состав новосозданного Специального района Муданьцзян (牡丹江专区). В 1960 году уезды Хулинь и Жаохэ (饶河县) были объединены в уезд Хужао (虎饶县), но в 1964 году были восстановлены вновь. В 1969 году здесь произошёл Пограничный конфликт на острове Даманский. В 1983 году Специальный район Муданьцзян был преобразован в городской округ Муданьцзян. В 1993 году уезд Хулинь был переведён в состав городского округа Цзиси. В 1996 году уезд Хулинь был повышен в статусе до городского уезда.

## Административное деление
Городской уезд Хулинь состоит из 7 посёлков и 4 волостей.
| №  | Название    | Название (кит.) | Статус  | Население чел. (2010) | На карте                         |
| -- | ----------- | --------------- | ------- | --------------------- | -------------------------------- |
| 1  | Хулинь      | 虎林镇          | поселок | 83.005                | 45°45′55″ с. ш. 132°58′11″ в. д. |
| 2  | Янган       | 杨岗镇          | поселок | 12.98                 | 45°42′40″ с. ш. 132°16′30″ в. д. |
| 3  | Хутоу       | 虎头镇          | поселок | 11.657                | 45°59′00″ с. ш. 133°39′42″ в. д. |
| 4  | Баодун      | 宝东镇          | поселок | 11.29                 | 45°44′35″ с. ш. 132°48′08″ в. д. |
| 5  | Дунчэн      | 东诚镇          | поселок | 10.984                | 45°47′21″ с. ш. 133°02′00″ в. д. |
| 6  | Инчунь      | 迎春镇          | поселок | 8.026                 | 46°01′51″ с. ш. 132°56′19″ в. д. |
| 7  | Синьлэ      | 新乐乡          | волость | 7.383                 | 45°50′40″ с. ш. 132°55′40″ в. д. |
| 8  | Вэйгуан     | 伟光乡          | волость | 5.872                 | 45°51′59″ с. ш. 133°02′14″ в. д. |
| 9  | Дунфанхун   | 东方红镇        | поселок | 4.804                 | 46°12′21″ с. ш. 133°05′21″ в. д. |
| 10 | Чжэньбаодао | 珍宝岛乡        | волость | 4.268                 | 46°12′54″ с. ш. 133°35′01″ в. д. |
| 11 | Эбэй        | 阿北乡          | волость | 4.201                 | 46°12′18″ с. ш. 133°15′46″ в. д. |

## Соседние административные единицы
Городской уезд Хулинь на востоке граничит с Российской Федерацией, на юге — с городским уездом Мишань, на севере и западе — с городским округом Шуанъяшань.